# Aetheomorpha smetsi
Aetheomorpha smetsi es un coleóptero de la familia Chrysomelidae.
Fue descrita científicamente por primera vez en 2005 por Medvedev.